# RADIL
RADIL‏ (Rap associating with DIL domain) هوَ بروتين يُشَفر بواسطة جين RADIL في الإنسان.